# Kurfürstendamm-Krawall von 1935
Beim Kurfürstendamm-Krawall vom 15. Juli 1935 und Folgetagen kam es zu antisemitischen Übergriffen, die der nationalsozialistischen Regierung wegen ihrer negativen außenpolitischen Wirkung nicht genehm waren und zur Ablösung des Berliner Polizeipräsidenten Magnus von Levetzow führten. Die Ausschreitungen von radikalantisemitischen Parteigängern der NSDAP erzeugten nach Ansicht einiger Historiker einen Handlungsdruck, der den Erlass der Nürnberger Gesetze beeinflusste.
Schon vier Jahre zuvor, am 12. September 1931, war es in Berlin-Charlottenburg zu antisemitischen Ausschreitungen gekommen (siehe: Kurfürstendamm-Krawall von 1931).

## Ausgangslage
Die Gegend um den Kurfürstendamm war bevorzugter Wohnsitz von Bankiers, Ärzten, Rechtsanwälten und Künstlern; unter diesen Repräsentanten des Großbürgertums waren 1930 etwa 25 Prozent Juden. Ablehnung der kulturellen Avantgarde, Großstadtfeindschaft, Überfremdungsängste und fanatischer Antisemitismus fokussierten sich auf diesen Bereich.
Bereits seit der Jahreswende 1934/35 war es auf lokal begrenzter Ebene zu antisemitischen Übergriffen und Beschädigungen jüdischer Läden gekommen. Derartige Ausschreitungen gingen von radikalen Antisemiten der Parteibasis aus. Im April 1935 griff ein Teil der NS-Presse diese Grundstimmung auf und berichtete gezielt über „jüdische Rasseschänder“ und „artvergessene deutsche Frauen“. Aufsehenerregende Vorfälle kamen der Regierung wegen ihrer Wirkung im Ausland ungelegen. Unerwünscht war auch die Wirkung im Inneren, wenn Übergriffe für Unruhe sorgten und der Autorität des Staates schadeten. Daher riefen Rudolf Heß als Stellvertreter Hitlers und Hjalmar Schacht als Reichswirtschaftsminister öffentlich zur Mäßigung auf. Mehrere Parteidienststellen rügten die Unruhestifter mit scharfen Worten.

## Kurfürstendamm-Krawall in Berlin (1935)
Dennoch fanden im Juni 1935 in zwei Berliner Bezirken fast täglich antijüdische Kundgebungen vor einigen jüdischen Geschäften statt, bei denen sich HJ-Angehörige hervortaten. Im Juli verlagerten sich die Aktivitäten an den Kurfürstendamm. Dort lief in einem Kino der antisemitische schwedische Spielfilm Pettersson & Bendel. Angeblich hatten jüdische Zuschauer die Filmvorführung gestört. Dieses umlaufende Gerücht veröffentlichten alsbald die von Joseph Goebbels gelenkten Berliner Tageszeitungen.
Am 15. Juli 1935 versammelte sich vor dem Gloria-Palast am Kurfürstendamm eine Menschenmenge, griff vermeintlich jüdisch aussehende Passanten tätlich an und drang auch in umliegende Lokale ein, um Juden zu verprügeln. Die Krawalle setzten sich am 16. Juli unvermindert fort. Die Angreifer waren im festen Glauben, sich an einer von der Parteiführung gebilligten Aktion zu beteiligen; sie beschimpften die eingesetzten Polizeikräfte als „Judenknechte“ und drohten ihnen. Den verunsicherten Polizeikräften gelang es nicht, die Ruhe wiederherzustellen. Erst am 19. Juli erklärte Goebbels als Gauleiter von Berlin die Krawalle als beendet.

### Konsequenzen
Die unerwünschten Schlagzeilen in der internationalen Presse sowie das Versagen der Polizei bei der Herstellung von Ruhe und Ordnung und der damit verbundene Gesichtsverlust der Staatsgewalt verärgerten viele Regierungsmitglieder. Goebbels verschleierte seine Mitwirkung und lud die Verantwortung geschickt auf den Polizeipräsidenten Magnus von Levetzow ab. Dieser wurde kurz darauf durch den SA-Führer Wolf-Heinrich von Helldorff abgelöst, der schon vier Jahre zuvor den ersten Kurfürstendamm-Krawall von 1931 organisiert hatte. Goebbels notierte in seinem Tagebuch dazu: „Krawall am Kurfürstendamm. Juden verprügelt. Auslandspresse dröhnt ‚Pogrom‘. Nun ist’s aber aus mit Levetzow.“
Ohne weitere Rücksichtnahme auf die Berichterstattung im Ausland nahm die von Goebbels gelenkte nationalsozialistische Presse bald jedoch die antisemitische Hetze verstärkt wieder auf und bediente damit die radikalen Parteigänger, die als Zeugen des „Volkswillens“ instrumentalisiert werden konnten. So behauptete Gauleiter Adolf Wagner im Vorfeld des Nürnberger Parteitags 1935, die Mehrheit des Volkes „dränge nach Lösung der Judenfrage im Sinne des Parteiprogramms, dem müsse die Reichsregierung Rechnung tragen, sonst erleide sie eine Einbuße an Autorität“. In einer hochrangig besetzten Konferenz befand Justizminister Franz Gürtner, es sei gefährlich, wenn man die Radikalen mit dem Eindruck davonkommen ließe, dass sie in Wirklichkeit nur das durchführten, was die Regierung wolle, wozu diese selbst aber wegen möglicher außenpolitischer Konsequenzen nicht in der Lage sei.

### Wirkung
Jochen Klepper gab den mündlichen Bericht eines Zeugen wieder, der die Exzesse miterlebt hatte: „Sie haben Jüdinnen ins Gesicht geschlagen; die jüdischen Männer haben sich tapfer gewehrt; zu Hilfe kam ihnen niemand, weil jeder die Verhaftung fürchtet.“ Am 23. Juli 1935 notierte Klepper im Tagebuch: „Existenzverlust und körperliche Misshandlung sind den Juden tagtägliche Beängstigung geworden.“ Victor Klemperer schrieb unter dem 21. Juli 1935: „Die Judenhetze und Pogromstimmung wächst Tag für Tag. Der ‚Stürmer‘, Goebbels’ Reden (‚wie Flöhe und Wanzen vertilgen!‘), Gewalttätigkeiten in Berlin, Breslau und gestern auch hier. […] Ich rechne wahrhaftig damit, daß man mir das Häuschen einmal anzündet und mich totschlägt.“
Nach einer Aufzeichnung von 1937, die Adolf Eichmann zugeschrieben wird, wirkte der Kurfürstendamm-Krawall langanhaltend. Der „Volkszorn, der sich in Ausschreitungen ergeht,“ sei „das wirksamste Mittel, um den Juden das Sicherheitsgefühl zu nehmen.“

### Kontroverse Deutungen
Der Historiker Saul Friedländer führt die seit Anfang 1935 wieder aufflammende antijüdische Hetze durch Parteiradikale zurück auf „fortdauernde wirtschaftliche Schwierigkeiten wie auch das Ausbleiben materieller und ideologischer Kompensation für die große Zahl von Parteimitgliedern, die weder auf örtlicher noch auf nationaler Ebene Stellungen und Genugtuung finden konnten.“
Unter Historikern ist strittig, ob der im Krawall von 1935 zutage getretene „Druck der Parteibasis“ ein ausschlaggebender Grund war, der zum Erlass der Nürnberger Gesetze führte, die – für viele Beobachter überraschend – auf dem Nürnberger Parteitag 1935 beschlossen wurden. Vertreten wird die Ansicht, dass einflussreiche Parteiführer wie Joseph Goebbels den „Volkszorn“ absichtlich geschürt, gelenkt und instrumentalisiert hätten. Andere Regierungsmitglieder hingegen befürchteten einen Vertrauensverlust bei der Bevölkerung, wenn die entfesselte Gewalt die Ruhe und Ordnung störte und das Gewaltmonopol des Staates missachtet wurde.